# Yolanda Méndez
Yolanda Méndez (Barquisimeto, Lara, 5 de enero de 1920 - Caracas, 22 de diciembre de 2010) fue una primera actriz, cantante y bailarina venezolana, destacó por su interpretación de villanas en diversas telenovelas, se mantuvo activa en la televisión desde sus inicios en los años 50 hasta su retiro por salud en la década de los 90.

## Biografía
Yolanda nació en Barquisimeto, Lara (Venezuela), e incursionó en la farándula desde muy joven como cantante y bailarina en las principales salas de La Habana, Cuba. Luego tuvo una destacada participación en el cine venezolano y mexicano junto a otras grandes figuras de la actuación. Viajó por las Islas del Caribe con el nombre de Yoli Mar.
Debutó el primer día que salió RCTV al aire, en 1953.
Pasó por Venezolana de Televisión (canal 8) y Venevisión. Trabajó con figuras estelares de la televisión nacional de la talla de Víctor Saume, Amador Bendayán, Héctor Monteverde, Carlos Márquez, Carlos Cámara, Raúl Xiquez y Gustavo Rodríguez con quienes actuó en memorables unitarios, en tono de comedia cómo: "La dulce tía" y "Vuelve La Tía".
La actriz trabajó por muchos años en diversas radionovelas que se hicieron favoritas entre la audiencia del país a través de Radio Rumbos al lado de actores de renombre como Arquimedes Rivero y Luis López Puente. Compartió espacios con Amador Bendayán, en su recordado programa radiofónico “El Bachiller y Bartolo”. 
Yolanda Méndez, estuvo los últimos años en la pantalla chica de la mano de Venevisión, de donde era actriz jubilada, destaca su trabajo en “Ligia Elena”, donde interpretaba el papel de la madre de Ligia Elena (Alba Robersi) y opuesta a la relación de su hija con Nacho (Guillermo Dávila). Sus actuaciones en especiales de Venevisión estuvieron como el mítico De Fiesta con Venevisión, junto a luminarias de la talla de Doña Reneé de Pallás, Chela D'Gar y Esperanza Magaz, entre otras leyendas de la actuación.

## Filmografía

### Cine
- 1945. Las Aventuras De Frijolito y Robustiana
- 1983. La gata borracha

### Telenovelas
- 1959. Todos fuimos culpables (RCTV)
- 1960. La rival (RCTV)
- 1961. La otra (RCTV) ... María Elena
- 1961. Cinco Destinos (RCTV) ... Victoria
- 1964. Amor sin fronteras (CVTV)
- 1964. El amor tiene cara de mujer (CVTV)
- 1965. Los Urdaneta (CVTV)
- 1968. Mi maestro (Telesistema Mexicano) ... Ana María
- 1970. Cristina (RCTV) ... Niurka
- 1971. La usurpadora (RCTV) ... Irene Bracho
- 1972. Sacrificio de mujer (RCTV) ... Lucrecia
- 1972. La doña (RCTV) ... Amalia
- 1973. Raquel (RCTV) ... Gilda de Rivera
- 1977. Rafaela (Venevisión) ... Morella Antúnez
- 1977. Indocumentada (Venevisión)
- 1979. Emilia (Venevisión) ... Hortensia de Briceño
- 1980. El despertar (Venevisión)
- 1981. Sorángel (Venevisión) ... Amparo
- 1981. Andreína (Venevisión)
- 1981. Ligia Sandoval (Venevisión) ... Lorena
- 1982. La heredera (Venevisión) ... Olivia Sarmiento
- 1982. La bruja (Venevisión)
- 1982. Ligia Elena (Venevisión) ... Ángela Irrazábal
- 1983. Nacho (Venevisión) ...  Ángela Irrazábal
- 1983. Virginia (Venevisión) ... Aurelia
- 1984. El retrato de un canalla (Venevisión)
- 1984. Diana Carolina (Venevisión) ... Auristela
- 1985. Cantaré para tí (Venevisión)
- 1986. Esa muchacha de ojos café (Venevisión) ... Sol Patria Oteiza
- 1987. Y la luna también (Venevisión) ... Federica Melchán de Azcárate
- 1988. Alba Marina (Venevisión) ... Virginia
- 1989. Maribel (Venevisión) ... Verónica del Valle
- 1990. Pasionaria (Venevisión) ... María Dolores "la Nena" Duarte de Santana
- 1992. Macarena (Venevisión) ... Elena Carpio
- 1995. Dulce enemiga (Venevisión) ... Rosaura

### Series y miniseries
- 1982. El rehén del diablo (Venevisión) ... Madre Francisca

### Películas para TV
- 1985. Secretos del triunfo ... La coordinadora
- 1991. La dulce tía
- 1992. La dulce tía: Vuelve la tía